# Morondava
Morondava är en stad och kommun i regionen Menabe i den västra delen av Madagaskar. Kommunen hade 53 510 invånare vid folkräkningen 2018, på en yta av 34,99 km². Den ligger vid Moçambiquekanalen, cirka 375 kilometer sydväst om Antananarivo. Morondava är huvudort i regionen Menabe.
I närheten av staden ligger Baobaballén och många turister besöker också Morondava på väg till naturreservaten Tsingy de Bemaraha och Réserve Forestière de Kirindy.
Morondava har en flygplats från vilken Air Madagascar flyger regelbundet till Antananarivo.